# Anton Wilhelm Amo
Anton Wilhelm Amo (Axim, 1703 – Shama, 1759) è stato un filosofo ghanese naturalizzato tedesco.
Docente nelle università tedesche di Halle e Jena, delle quali era stato studente, Amo era giunto nel continente europeo nel 1707, ancora bambino, portatovi dalle navi della Compagnia olandese delle Indie occidentali, ed era stato donato come regalo al duca Augusto Guglielmo di Brunswick-Lüneburg, nella cui famiglia fu trattato come loro membro, in particolare da Antonio Ulrico, che si occupò attivamente di lui. Fu il primo africano a frequentare un'università europea.

## Biografia

### I primi anni e la formazione

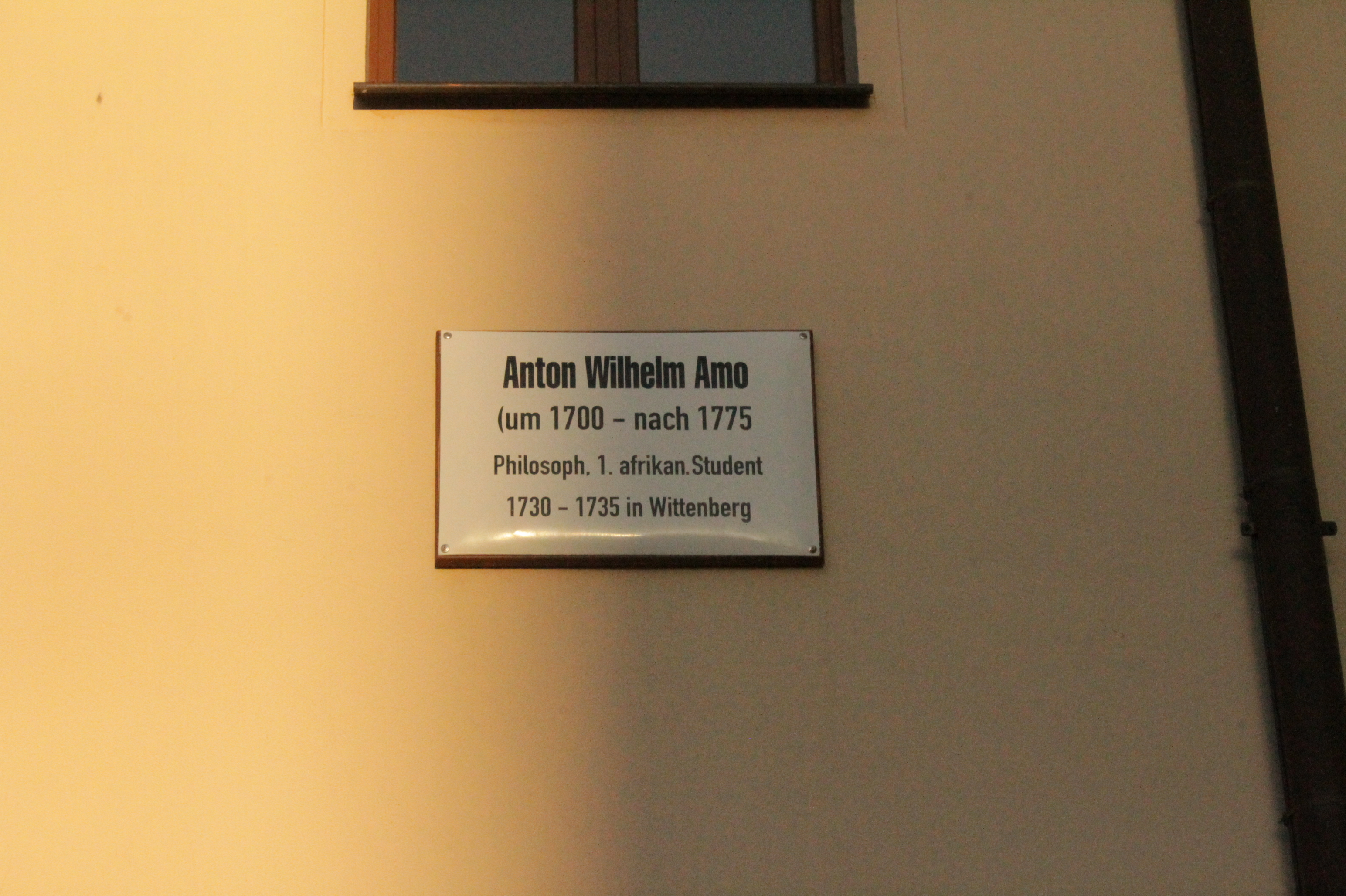
Placca commemorativa di Anton Wilhelm Amo nel cortile dell'Università di Wittenberg

Amo apparteneva alla tribù degli Nzema (del popolo degli Akan). Era nato ad Axim, nella regione occidentale dell'attuale Ghana, ma all'età di circa quattro anni fu condotto ad Amsterdam dagli uomini della Compagnia olandese delle Indie occidentali. Secondo alcuni racconti, era stato preso come schiavo, secondo altri, invece, sarebbe stato inviato ad Amsterdam su interessamento di un predicatore che operava nel territorio dell'attuale Ghana. Una volta giunto sul continente europeo, fu dato in regalo al duca Antonio Ulrico di Brunswick-Wolfenbüttel, e fu portato nel palazzo di famiglia a Wolfenbüttel.
Amo fu battezzato (e poi cresimato) nella cappella del palazzo. Dalla famiglia del duca fu trattato con tale rispetto che lo fecero studiare alla Wolfenbüttel Ritter-Akademie (1717–21) e poi all'Università di Helmstedt (1721–27).
Si spostò in seguito all'Università di Halle dove ebbe modo di studiare legge. Terminò gli studi preliminari in due anni con una tesi dal titolo: Dissertatio Inauguralis De Jure Maurorum in Europa (1729). Questo manoscritto su I diritti dei Mori in Europa è andato perduto, ma un riassunto è stato pubblicato negli Annali dell'università nel 1730. In seguito, Amo si spostò all'Università di Wittenberg dove studiò logica, metafisica, fisiologia, astronomia, storia, legge, teologia, politica e medicina, imparando anche sei lingue: inglese, francese, olandese, latino, greco e tedesco. La sua formazione medica, in particolare, giocherà un ruolo fondamentale nella successiva carriera da filosofo.
A Wittenberg si addottorò in filosofia nel 1734 con una tesi (pubblicata col titolo Sull'assenza di sensazioni nella mente umana in presenza del nostro corpo vivente organico) nella quale si oppose all'idea del dualismo cartesiano in favore di un materialismo più pregnante. Egli accettava che si potesse parlare di mente e di spirito, ma sosteneva che è il corpo, più che la mente, a percepire i sentimenti.

### La carriera filosofica e gli ultimi anni
Amo tornò all'Università di Halle come lettore di filosofia col nome latino di Antonius Guilelmus Amo Afer. Nel 1736 fu nominato professore di quell'ateneo. Durante questo periodo, nel 1738, pubblicò l'altra sua opera di rilievo Trattato sull'arte della filosofia sobria ed accurata, nella quale ha sviluppato un'epistemologia empirica molto vicina seppur distinta da quella dei filosofi John Locke e David Hume. In quest'opera ebbe modo di esaminare le colpe della disonestà intellettuale, del dogmatismo e del pregiudizio.
Nel 1740 Amo ottenne una cattedra di filosofia all'Università di Jena, ma le cose iniziarono a peggiorare. Il duca di Brunswick-Lüneburg era morto nel 1735, evento che lo privò, così, del proprio principale protettore e patrono. Il suo successore ebbe una politica più intellettuale e moralistica e meno liberale del predecessore, abbracciando, anche se solo ufficiosamente, le tesi relative alla secolarizzazione dell'educazione e opponendosi ai diritti degli africani in Europa, contrapponendosi a coloro che, come Christian Wolff, avevano fatto attiva campagna per il mantenimento della libertà accademica.
Amo divenne oggetto di una scellerata campagna denigratoria da parte dei suoi avversari, inclusa un'opera satirica che fu rappresentata al teatro di Halle. Decise a quel punto di fare ritorno nella sua terra d'origine. Salpò a bordo di una nave della Compagnia olandese delle Indie occidentali diretto verso il Ghana, dove giunse nel 1747; suo padre ed una sorella vivevano ancora lì. La sua vicenda, da questo momento, si fa più oscura. Secondo alcune fonti, sarebbe stato portato alla fortezza olandese di Fort San Sebastian a Shama, probabilmente per evitare che, tra la popolazione locale, potesse dare sfogo al suo dissenso per i torti subiti in patria. L'esatta data e il luogo della sua morte sono sconosciuti, ma con tutta probabilità tale evento ebbe luogo a Chama, nel 1759.
In tempi successivi, durante il periodo dell'idealismo tedesco e del romanticismo, l'opera filosofica di Amo fu quasi del tutto ignorata dagli altri intellettuali di Jena come Schiller, Fichte, Schelling, Hegel, Brentano e i fratelli Friedrich Schlegel e Wilhelm August von Schlegel.

## Ricezione
Ora la denominazione dei luoghi pubblici con proprietario è stata proposta in Germania ed è già stata implementata in alcuni casi (ad esempio, a Stoccarda 2022). 
Dal 2020 si prevede di intitolare ad Amo una strada del centro di Berlino. La strada sostituirà il nome "Mohrenstraße", che aveva provocato proteste in città da parte di chi riconosceva nel nome una connotazione razzista.
Diverse mostre museali lo hanno commemorato, come "Anton Wilhelm Amo. Tra i mondi" 2024 a Wittenberg.

## Opere
- Dissertatio inauguralis de iure maurorum in Europa, 1729 (perduta)
- Dissertatio inauguralis de humanae mentis apatheia, Wittenberg, 1734
- Disputatio philosophica continens ideam distinctam eorum quae competunt vel menti vel corpori nostro vivo et organico, Wittenberg, 1734 (Ph.D. thesis)
- Tractatus de arte sobrie et accurate philosophandi, 1738